# Palazzo Villarosa
Palazzo Villarosa è una villa di Bagheria, in Sicilia.
La costruzione fu iniziata nel 1763 da don Placido Notarbartolo, duca di Villarosa. L'edificio è posto su un'altura vicino alle falde del Monte Giancaldo e ha un prospetto imponente formato da un portico in stile neoclassico, alto circa dieci metri e sorretto da otto colonne distanti due metri l'una dall'altra. All'interno, decorazioni murali e pregiati affreschi nelle volte. Il primo progetto fu modificato ed attuato dall'architetto Giuseppe Venanzio Marvuglia.
Per un periodo della sua vita ci visse il pittore siciliano Nino Garajo.
Attualmente la villa è di proprietà privata ed è adibita a ricevimenti, ma è comunque visitabile.